# Tour de Ski China
Tour de Ski China är en längdskidåkningstävling startar säsongen 2007/2008 i Kina, som en konkurrent till Tour de Ski. Säsongen 2007/2008 hålls tävlingarna under perioden 28 december 2007-5 januari 2008, och innehåller tre sprintlopp och Vasaloppet China. Den första tävlingen hålls på 3 200 meters höjd i SShangri-La Xian nära Tibet. Man körde sista loppet i Inre Mongoliet, vilket vanns av Peter Larsson, Sverige.

## Slutsegrare
2007/2008 - Fabio Pasini, Italien